# Eochaid Mugmedón
Pour les articles homonymes, voir Eochaid.
Eochaid Mugmedón [ˈɛxəð ˈmʊɣvʲəðən] est un Ard ri Érenn irlandais légendaire qui aurait régné entre 357 et 365 selon les dates traditionnelles des Annales des quatre maitres.
Eochaid Mugmedón (Muighmheadhoin) dont le nom n'est pas mentionné dans le Baile Chuinn Chétchathaig était le fils de Muiredach Tirech. Il monte sur le trône de Tara après avoir tué son prédécesseur  Caelbhadh mac Crunn Badhrai.  Il règne 8 ans sur l’Irlande, et meurt à Teamhair.
Selon les généalogies la descendance d’Eochaid Mugmedon joua un rôle essentiel dans l’histoire postérieure de l’Irlande.
Eochaid est réputé avoir eu deux épouses :
1) Mongfind (en) une fille de Fidach roi des Éoganachta de Munster dont :
- Aillil ancêtre des Uí  Ailello rois de Tir nAilello,
- Brión ancêtre des Uí Briúin, rois de Connacht dont sont issus les Ua Conchobair,
- Fiachrae ancêtre des Uí Fhiachrach rois de Connacht et père de l’Ard ri Erenn Dathí et d'Amalgaid mac Fiachrae,
- Fergus Cáechán ;

2) Cairenn Chasdub (en), fille de Scal Balb considérée comme une Picte ou une Bretonne romanisée enlevée lors d’un raid de pirates Scots dont :
- Niall Noigiallach ancêtre des  Uí Neill.